# Фрајне (Бреша)
Фрајне је насеље у Италији у округу Бреша, региону Ломбардија.
Према процени из 2011. у насељу је живело 140 становника. Насеље се налази на надморској висини од 815 м.